# Rue de l'Empereur-Valentinien
La rue de l'Empereur-Valentinien est une voie du 14e arrondissement de Paris, en France.

## Situation et accès
La rue de l'Empereur-Valentinien est une voie privée du sud-est du 14e arrondissement de Paris, dans le quartier du Parc-de-Montsouris. Elle débute à l'est au 8, avenue de la Sibelle, à laquelle elle est perpendiculaire. Elle se poursuit vers l'ouest pendant environ 70 m avant d'obliquer vers le nord à angle droit et de finir au bout d'une vingtaine de mètres au 14, rue Thomas-Francine. Au total, elle mesure 95 m pour une largeur constante de 8 m.
Conformément au standard parisien, les numéros de la rue débutent à l'est et augmentent en se dirigeant vers l'ouest, les numéros impairs à gauche et les pairs à droite. Toutefois, la rue longe intégralement le jardin Marie-Thérèse-Auffray sur son côté pair.
Outre les voies à ses extrémités, la rue n'est rejointe que par la rue de l'Empereur-Julien, à peu près en son milieu.

## Origine du nom
Cette voie porte le nom l’empereur romain Valentinien Ier (321-375), qui séjourne à Lutèce de 365 à 366 pour préparer sa campagne contre les Alamans qui seront battus à la bataille de Solicinium.

## Historique
La zone sur laquelle se situe la rue est, au XIXe siècle, ensevelie lors de la création de la ligne de Sceaux afin de construire des ateliers de maintenance des trains.
Elle est réaménagée dans le cadre de l'aménagement de la ZAC Montsouris-Alésia sous le nom provisoire de « voie AL/14 » et prend sa dénomination actuelle par arrêté municipal du 1er mars 2001. Elle est ouverte à la circulation le 29 mars suivant. Lors des travaux, des restes de l'aqueduc gallo-romain sont mis au jour.
La rue de l'Empereur-Julien, qui y débouche, est nommée de façon similaire en l'honneur de Julien (331-363), qui séjourna également à Lutèce.

## Bâtiments remarquables et lieux de mémoire

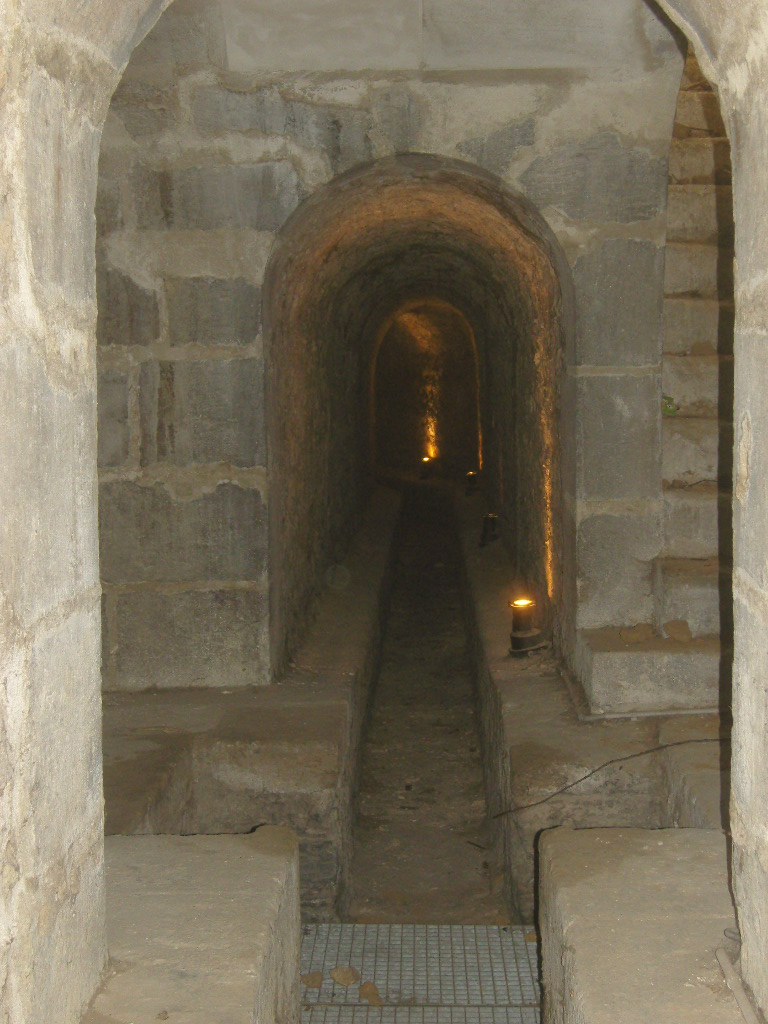
Portion de l'ancien aqueduc Médicis, visible depuis la rue de l'Empereur-Valentinien.

Sur son côté droit, la rue de l'Empereur-Valentinien longe et donne accès au jardin Marie-Thérèse-Auffray, un square construit en même temps que le reste du quartier.
La rue donne accès à plusieurs vestiges de l'aqueduc de Lutèce (époque gallo-romaine) et de l'aqueduc Médicis (XVIIe siècle),,.
Deux portions de l'aqueduc gallo-romain, mises au jour lors de l'aménagement du site, sont visibles depuis la rue. La première se situe sur le côté gauche : elle est insérée dans un immeuble et protégée par une vitre. La deuxième se situe en face, sur le côté droit, et bénéficie de la même installation.
Le tracé de l'aqueduc Médicis (qui n'est plus alimenté en haut dans cette partie) est parallèle à l'aqueduc gallo-romain, à quelques mètres à l'ouest. Du côté pair, une portion de l'aqueduc Médicis bénéficie de la même mise en valeur que celles de l'aqueduc de Lutèce (insertion dans un immeuble, protection par vitre), mais cette portion est nettement plus longue. De l'autre côté de la rue, une butte comprise dans le jardin public recouvre une portion conséquente de l'aqueduc, surmontée par le regard no 23, appelé « regard de la Ferme de la Santé ». L'édifice actuel, détruit au XIXe siècle, est une réplique du regard no 25, situé dans le jardin de l'ancien hôpital La Rochefoucauld. La portion d'aqueduc qu'elle surmonte est directement visible depuis la rue de l'Empereur-Valentinien, à travers une grille.

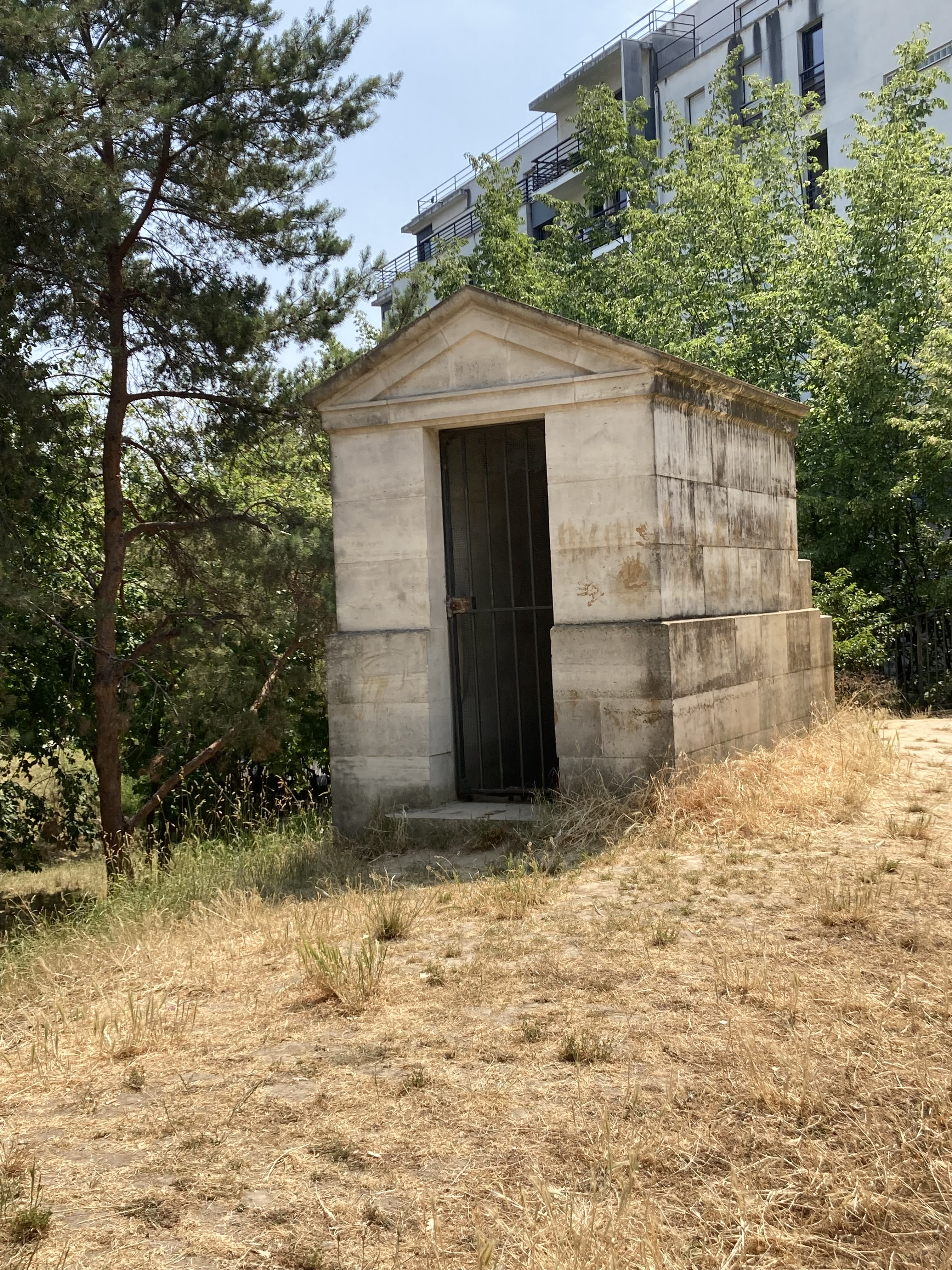
Regard XXIII, dit de la Ferme de la Santé.